# Северноамерички савез
Северноамерички савез (1778 — 1787) представљао је конфедерацију побуњених северноамеричких колонија Велике Британије, која претходи формирању прве праве федерације у свету - САД.

## Формирање
Формирању ове конфедерације претходи позната борба колонија за независност, предвођена генералом и будућим председником Џорџом Вашингтоном. Сложне у напорима да остваре независност, колоније су формирале заједнички Конгрес (са местом заседања у Филаделфији) и Континенталну армију - која је водила рат против Британије. Већ 1776. године, исте године када је донета чувена Декларација независности, појавила се потреба да се односи колонија и Конгреса формално уреде. Показало се да то није био нимало лак процес. Различита схватања и тежње колонија резултовале су тако да је Уговор о конфедерацији и сталној унији, којим је створен Северноамерички савез, усвојен у Конгресу тек крајем 1777. године. Процес ратификације текста од свих чланица потрајаће пуне три године — све до 1780. године.
Овим документом је у потпуности обухваћено институционално уређење конфедерације. Садржао је тринаест чланова, закључак и део за потписе делегата.

## Уређење
Занимљиво је рећи да се првим чланом установљава назив Сједињене Америчке Државе. То је заправо био формални назив ове конфедерације али се назив Северноамерички савез употребљава у литератури - да би се избегло мешање са данашњимфедералним САД, које су по карактеристикама уређења другачије.
Уговор о конфедерацији и сталној унији као циљ савеза означава заједничку одбрану, осигурање слобода чланица савеза и постизање заједничког и узајамног благостања. Установљава се потпуна слобода протока људи и роба између чланица, уз обавезу ектрадиције починилаца кривичних дела који би пребегли из једне у другу чланицу.
Заједнички, централни законодавни орган је Конгрес у коме свака од чланица има један глас и право да делегира између 2 и 7 делегата. Строго се ограничава спољна политика чланица и право на вођење рата и практично ова овлашћења се преносе на Конгрес. У области војске, утврђује се мешовити принцип, где све чинове изнад пуковника додељује Конгрес, а испод овог нивоа законодавна тела држава-чланица.
У области финансирања конфедерације установљава се обавеза држава-чланица да је финансирају, у складу са сопственим богатством. Као изричита овлашћења централне власти наводе се право на објаву рата, одређивање званичних мера и јединица, укључујући и новчане, и право Конгреса да буде крајња судска инстанца у споровима држава. Предвиђа се да пријем нове чланице мора одобрити најмање девет држава-чланица, уз изузетак Канаде, којој се одмах одобрава чланство уколико га затражи - али Канада то није учинила. Ту је још и одредба којом се прихватају сви ратни дугови Конгреса (направљени пре доношења Уговора) и признају за дугове Конфедерације.
Последња и врло занимљива одредба каже да се одредбе овог уговора сматрају трајним и да се могу мењати искључиво уз сагласност законодавних тела свих држава-чланица.

## Пракса
Овај савез ће постојати све до доношења америчког Устава 1787. године. У пракси се показало да је савез испунио своје циљеве у погледу јединственог представљања држава-чланица према свету, да је постигнут већи степен јединства чланица неопходан за револуционарну борбу. Позитивна искуства овог савеза биће од велике користи у политичком животу и односима у каснијој федерацији. Од далекосежнијих одлука Конгреса, које су спроведене, помињу се оне којима су се државе-чланице одрекле претензија према територијама на западу, чиме је отворен пут колонизацији и касније формирању нових држава. 
Као мане савеза у пракси, наводе се пре свега финансијски проблеми. Конгрес је имао право да тражи од чланица средства, али није имао никаквих инструмената да их натера на испуњавање обавеза, што је не тако ретко Континенталну армију доводило у незавидан финансијски положај. У погледу судске власти, овлашћења Конгреса су била недоречена, тако да су многи спорови између држава тињали годинама. Генерално гледано, основни недостатак је био тај што је Конгрес доносио одлуке, али није имао инструменте да их спроведе. То је карактеристичан проблем конфедерација.
Циљеви ове конфедералне творевине прилично су широко дефинисани, али је и из редоследа набрајања и из историјских околности јасно да су били превасходно одбрамбени. 
Као разлози оснивања истичу се и историјски. Не само да су колоније имале своје одвојене историје, него су имале и историјски анимозитет према јакој централној власти, као последицу британске колонијалне управе. Етнички разлози нису били занемарљиви јер се преплићу са историјским. Свест о једној, америчкој нацији још није била толико јака. И географски и привредни разлози су одиграли улогу, јер су се колоније у том погледу веома разликовале, што је логична последица велике територије конфедерације.
Са становишта супрематије федералне власти, видимо да она није успостављена у потребном обиму. И поред несумњиве супрематије у одређеним пословима, попут иностраних послова, централну власт је практично немоћном чинио недостатак адекватних органа са јурисдикцијом на читавој територији за спровођење свих одлука Конгреса. Остављање извршења одлука у домену чланица показао се као велики проблем конфедерација уопште, и овде се испољио у доста случајева.
Партиципација конституенса је била загарантована, као и њихова једнакост. Био је то нехотични али добар предуслов за будућу федерацију. Начело једног гласа стављало је чланице у једнак положај што је за њих било врло значајно, а као рефлексија тога остаће начело једнакости у садашњем Сенату САД.
Аутономија држава чланица била је далеко изнад оне коју имају у федерацијама што је, уз недостатак јурисдикције централног органа, највише утицало на конфедерални карактер ове заједнице. Државе чланице имале су велика, суверена овлашћења у погледу законодавства а делимично и војске. Сама чињеница да су чланице биле у позицији да се са централном влашћу погађају и цењкају око износа пореза за Конфедерацију, што се у пракси дешавало, јасно говори о томе колики су висок степен самосталности уживале државе-чланице.